# Rustlers
Rustlers è un film del 1949 diretto da Lesley Selander.
È un western statunitense con Tim Holt, Richard Martin e Martha Hyer.

## Produzione
Il film, diretto da Lesley Selander su una sceneggiatura di Jack Natteford e Luci Ward, fu prodotto da Herman Schlom per la RKO Radio Pictures e girato da inizio giugno a metà giugno 1948. Il titolo di lavorazione fu Outlaw Valley. Il brano della colonna sonora Annabella's Bustle fu composto da Harry Harris (parole) e Lew Pollack (musica); Darling Nellie Gray da Benjamin Russell Hanby.

## Distribuzione
Il film fu distribuito negli Stati Uniti dal 3 marzo 1949 al cinema dalla RKO Radio Pictures. È stato distribuito anche in Brasile con il titolo Os Salteadores.